# Maria av Savojen
Maria av Savojen, född 1411, död 1469, var en hertiginna av Milano, gift 1428 med Milanos hertig Filippo Maria Visconti. 
Hon var dotter till hertig Amadeus VIII av Savojen och Maria av Burgund. 
Äktenskapet arrangerades som en politisk allians, som maken just då hade stort behov av, och han frågade därför inte efter en hemgift. Då ändamålen med alliansen var uppfyllda, begärde han att få en hemgift för henne från Savojen, men blev nekad. 
Hennes make hade ett stabilt förhållande med Agnese del Maino och hade ingen användning för Maria sedan de politiska syftena med äktenskapet hade uppfyllts. Maria misshandlades av maken och fick leva ensam och undangömd till sin död. 